# ایجی هیراتا
ایجی هیراتا (انگلیسی: Eiji Hirata؛ زادهٔ ۱۶ مهٔ ۱۹۶۶) بازیکن فوتبال اهل ژاپن است.